# Xiahou Yang
En aquest nom xinès, el cognom és Xiahou.
Xiahou Yang (xinès tradicional: 夏侯陽)  (Xina, c. dècada del 400 - c. dècada del 460) és el suposat autor d'un antic manual de matemàtiques xinès.

## Vida i Obra
La única cosa que es coneix és un tractat titulat 夏侯阳算经, Xiahou Yang Suanjing (Clàssic de Matemàtiques de Xiahou Yang), sense poder estar segurs de la seva autoria o datació. El llibre es compon de tres parts que contenen, respectivament, 19, 29 i 44 problemes elementals d'aritmètica. El llibre va esdevenir uns dels deu llibres de matemàtiques obligatoris pels exàmens d'ingrés a la cort imperial xinesa des de l'inici de la dinastia Tang (segles vii i viii).
A més de les operacions aritmètiques elementals, també tracta dels percentatges i de les arrels quadrades i cúbiques. També estableix clarament el concepte de potències de 10 i fa una aproximació bastant desenvolupada dels decimals, similar a la que es fa avui en dia en expresar {\displaystyle 10^{-1}} o {\displaystyle 10^{-2}} per referir-nos a {\displaystyle 0,1} o {\displaystyle 0,01}.